# Mogoș
Mogoș (in ungherese Mogos) è un comune della Romania di 905 abitanti, ubicato nel distretto di Alba, nella regione storica della Transilvania.

## Geografia antropica
Il comune è formato da un insieme di 21 villaggi: Bărbești, Bârlești, Bârlești-Cătun, Bârzogani, Bocești, Bogdănești, Butești, Cojocani, Cristești, Mămăligani, Mogoș, Negrești, Oncești, Poienile-Mogoș, Tomești, Valea Bârluțești, Valea Barnii, Valea Cocești, Valea Giogești, Valea Mlacii, Valea Țupilor, Ormeniș, Rachiș.